# Almindelig fløjlsmos
Almindelig fløjlsmos (Dicranella heteromalla) er et meget almindeligt mos i Danmark på sand, ler og humusbund, oftest i skov.
Mosset danner fløjlsbløde puder af op til 3 cm lange stængler med 3-4 mm lange, smalle, ensidigt krummede blade, der er tandede i den øverste halvdel. Sporehuse er almindelige og modner om efteråret, hvor seta er svagt brunlig, i modsætning til mosefløjlsmos (Dicranella cerviculata) med gul seta.